# قاعدة شبه المنحرف

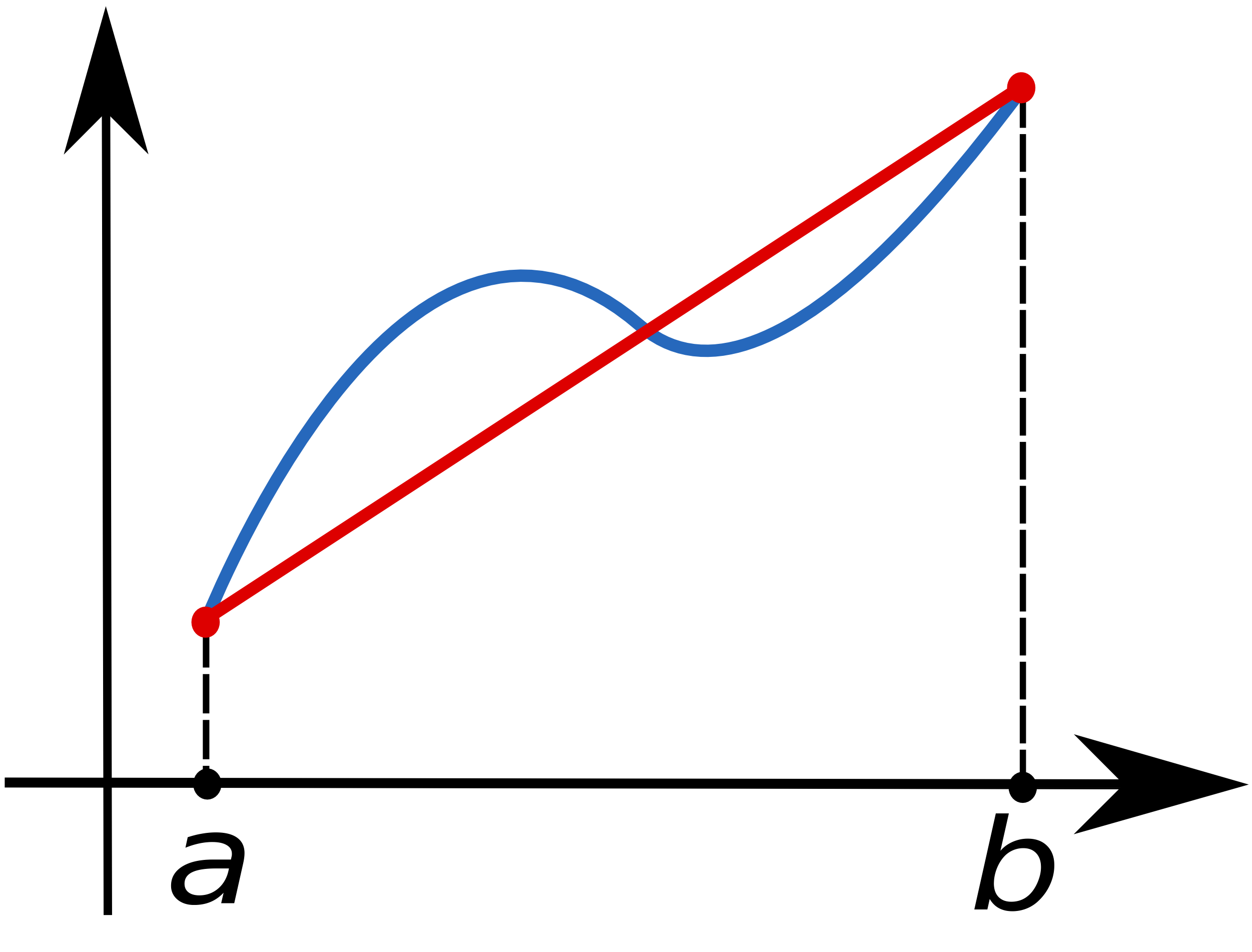
الدالة f(x) (باللون الأزرق) تم تقريبها بدالة خطية (باللون الأحمر).

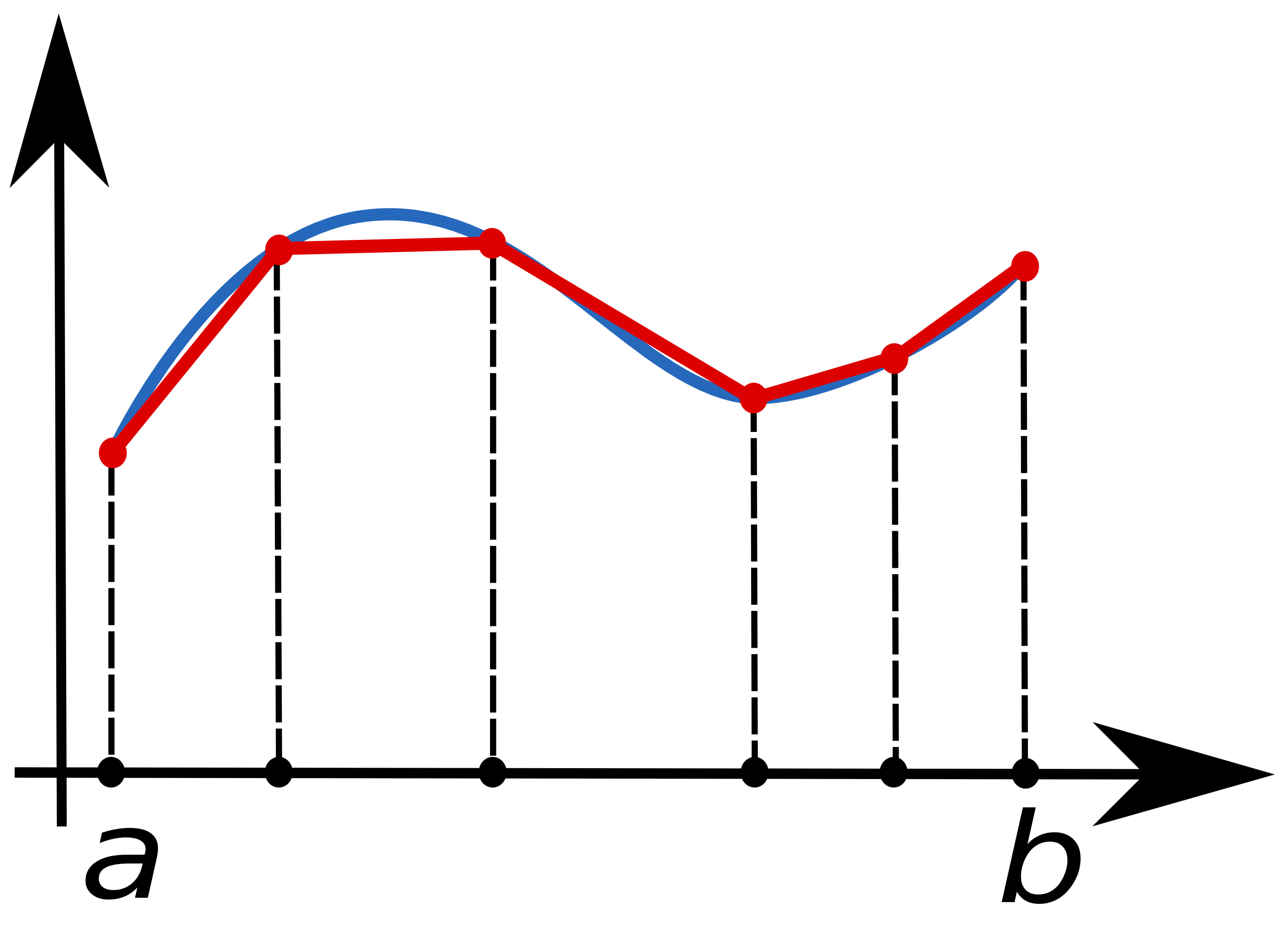
توضيح لقاعدة شبه المنحرف المركبة (بتشبيك غير منتظم).

شكل توضيحي لقاعدة شبه المنحرف (بتشبيك منتظم).

في الرياضيات، قاعدة شبة المنحرف (بالإنجليزية: Trapezoidal rule)‏ هي إحدى طرق الحساب التقريبي للتكامل المحدد.
{\displaystyle \int _{a}^{b}f(x)\,dx.}
تعمل قاعدة شبه المنحرف بتقريب المنطقة تحت منحنى الدالة
{\displaystyle f(x)\,} بشبه منحرف وحساب مساحته. ينجم عن ذلك
{\displaystyle \int _{a}^{b}f(x)\,dx\approx (b-a){\frac {f(a)+f(b)}{2}}.}
لحساب التكامل بدقة أفضل، يمكن فصل فترة التكامل {\displaystyle [a,b]} أولا إلىn فترات أصغر، ومن ثم تطبيق قاعدة شبه المنحرف على كل فترة. يمكن تحصيل قاعدة شبه المنحرف المركب:
{\displaystyle \int _{a}^{b}f(x)\,dx\approx {\frac {b-a}{n}}\left[{f(a)+f(b) \over 2}+\sum _{k=1}^{n-1}f\left(a+k{\frac {b-a}{n}}\right)\right].}
ويمكن صياغة هذا بشكل اخر:
{\displaystyle \int _{a}^{b}f(x)\,dx\approx {\frac {b-a}{2n}}\left(f(x_{0})+2f(x_{1})+2f(x_{2})+\cdots +2f(x_{n-1})+f(x_{n})\right)}
حيث
{\displaystyle x_{k}=a+k{\frac {b-a}{n}},{\text{ for }}k=0,1,\dots ,n}

## تحليل الخطأ
يعرف الخطأ في قاعدة شبه المنحرف بأنه الفرق بين قيمة التكامل والقيمة العددية:
{\displaystyle {\text{error}}=\int _{a}^{b}f(x)\,dx-{\frac {b-a}{n}}\left[{f(a)+f(b) \over 2}+\sum _{k=1}^{n-1}f\left(a+k{\frac {b-a}{n}}\right)\right].}
يمكن كتابة هذا الخطأ بالشكل
{\displaystyle {\text{error}}=-{\frac {(b-a)^{3}}{12n^{2}}}f''(\xi ),}
حيثξ عدد ما بين a وb.
يعطى تخمين الخطأ المقارب لـ n → ∞ بالعلاقة
{\displaystyle {\text{error}}=-{\frac {(b-a)^{2}}{12n^{2}}}{\big (}f'(b)-f'(a){\big )}+O(n^{-3}).} 
الحدود الأخرى لهذا الخطأ يمكن إيجادها من صيغة مجموع أويلر-ماكلورين.

## البرمجة
مثال على قاعدة شبه المنحرف مكتوب بلغة البايثون
```
#!/usr/bin/env python 

def
 
trapezoidal_rule
(
f
,
 
a
,
 
b
,
 
N
):

    
"""Approximate the definite integral of f from a to b by the

    composite trapezoidal rule, using N subintervals"""

    
return
 
(
b
-
a
)
 
*
 
(
f
(
a
)
/
2
 
+
 
f
(
b
)
/
2
 
+
 
sum
([
f
(
a
 
+
 
(
b
-
a
)
*
k
/
N
)
 
for
 
k
 
in
 
range
(
1
,
N
)]))
 
/
 
N

#test

print
 
trapezoidal_rule
(
lambda
 
x
:
x
**
9
,
 
0.0
,
 
10.0
,
 
100000
)

```

## إنظر أيضا
- طريقة المستطيل
- قاعدة سمبسون
- صيغ نيوتن-كوت
- مجموع ريمان